# San Juan Epatlán
San Juan Epatlán es una población del estado mexicano de Puebla, es cabecera del municipio de Epatlán y se localiza al suroeste del estado.

## Toponimia
El nombre de Epatlán provine del náhuatl epatl que significa “zorrillo”, y tlan que significa “junto o entre”. En conjunto significa “Junto a los zorrillos”.
El nombre de Epatlan proviene del nahuatl "epazotl" es una variación de la planta "epazote de zorrillo", planta que al frotarla despide una fragancia penetrante similar al olor del zorrillo. Por eso el nombre de Epatlan quiere decir: lugar entre el "epazote de zorrillo".

## Historia
Pueblo fundado según excavaciones por  la cultura tlatilcos, olmeca y más tarde los toltecas.
En 1876 Batalla contra Porfiristas.
En 1895 establecido como municipio libre.

## Personajes Famosos
- Facundo Mendoza Tepox Párroco benefactor del municipio de Xelhua.